# Валле-Віста (Аризона)
Валле-Віста (англ. Valle Vista) — переписна місцевість (CDP) в США, в окрузі Могаве штату Аризона. Населення — 1802 особи (2020).

## Географія
Валле-Віста розташований за координатами 35°24′39″ пн. ш. 113°51′46″ зх. д. / 35.41083° пн. ш. 113.86278° зх. д. (35.410878, -113.862710).  За даними Бюро перепису населення США в 2010 році переписна місцевість мала площу 31,04 км², уся площа — суходіл.

## Демографія
Згідно з переписом 2010 року, у переписній місцевості мешкало 1659 осіб у 759 домогосподарствах у складі 551 родини. Густота населення становила 53 особи/км².  Було 936 помешкань (30/км²).
Расовий склад населення:
| - 93,6 % — білих - 3,1 % — корінних американців - 0,8 % — азіатів - 0,5 % — чорних або афроамериканців - 0,1 % — вихідців з тихоокеанських островів |

До двох чи більше рас належало 1,3 %. Частка іспаномовних становила 4,7 % від усіх жителів.
За віковим діапазоном населення розподілялося таким чином: 12,5 % — особи молодші 18 років, 53,5 % — особи у віці 18—64 років, 34,0 % — особи у віці 65 років та старші. Медіана віку мешканця становила 57,5 року. На 100 осіб жіночої статі у переписній місцевості припадало 107,1 чоловіків;  на 100 жінок у віці від 18 років та старших — 106,7 чоловіків також старших 18 років.
Середній дохід на одне домашнє господарство  становив 67 737 доларів США (медіана — 52 083), а середній дохід на одну сім'ю — 59 149 доларів (медіана — 55 510). За межею бідності перебувало 14,6 % осіб, у тому числі 22,7 % дітей у віці до 18 років та 8,1 % осіб у віці 65 років та старших.
Цивільне працевлаштоване населення становило 531 осіб. Основні галузі зайнятості: публічна адміністрація — 26,0 %, освіта, охорона здоров'я та соціальна допомога — 24,1 %, роздрібна торгівля — 10,2 %, мистецтво, розваги та відпочинок — 8,3 %.